# 刘欢 (象棋棋手)
刘欢（1993年—），河南南阳市镇平县人，著名象棋棋手，女子特级大师。

## 生平
2004年，刘欢在重庆璧沙县举行的全国象棋女子个人赛中，刘欢荣获第三名，晋升为全国象棋大师。2008年，获全国象棋个人赛亚军。2009年，她在第14届亚洲象棋个人锦标赛上获得女子个人金牌得主，被称为“亚洲棋后”。2023年，她在广州南沙区举办的全国象棋个人赛上夺得冠军。